# Ленинский район (Орск)
Ленинский райо́н  — один из трёх районов города Орска Оренбургской области.
Расположен в северо-восточной и центральной частях города Орска и граничит с Советским районом на юге по реке Урал от поселка Новоказачий до слияния рек Урала и Елшанки.  На востоке и на севере граница проходит по городской черте с Новоорским и Гайским районами Оренбургской области. На западе Ленинский район граничит с  Октябрьским районом города.
Ленинскому району подчинён 1 сельский населённый пункт, посёлок Новоказачий, который входит в муниципальное образование город Орск со статусом городского округа и находится в 6 километрах к северо-востоку от Орска на правом берегу реки Урал.

## Население
| 1959    | 1979    | 1989    | 2002    | 2003    | 2004    | 2009    |
| ------- | ------- | ------- | ------- | ------- | ------- | ------- |
| 118 258 | ↘90 391 | ↗94 667 | ↘80 457 | ↘80 300 | ↘79 400 | ↘74 718 |
| 2010    | 2012    | 2013    | 2014    | 2015    | 2016    | 2017    |
| ↗74 989 | ↘73 775 | ↘72 676 | ↘71 790 | ↘70 822 | ↘69 890 | ↘69 498 |
| 2018    | 2019    | 2020    | 2021    |         |         |         |
| ↘69 111 | ↘68 441 | ↘67 483 | ↘61 145 |         |         |         |

## История
Указом Президиума Верховного Совета РСФСР № 5-88/4 от 31 марта 1972 года в г.Орске были образованы 3 района, в том числе Ленинский район.

## Промышленные предприятия
Наиболее значимыми объектами экономики Ленинского района являются: АО "Механический  завод", ЗАО "Завод синтетического спирта", ОАО "ЗМК", ЗАО «ЭМИ», ООО «Орский вагонный завод», ПО филиала ПАО «МРСК «Волги» - «Оренбургэнерго». 
На территории  Ленинского района  расположен  железнодорожный узел – станция  Никель  ЮУЖД.